# Ajla Tomljanović
Ajla Tomljanović (/ˈaɪlə təmˈjɑːnəvɪtʃ/ EYE-lə təm-YAH-nə-vitch; Croata: [âjla tomʎǎːnoʋitɕ]; nascida em 7 de maio de 1993) é uma tenista profissional nascida na Croácia que atualmente compete pela Austrália. 
Tomljanović ganhou quatro títulos de simples e três de duplas no Circuito Feminino da ITF. Em 3 de abril de 2023, ela alcançou o ranking de simples mais alto de sua carreira, no 32º lugar do mundo. Em 5 de janeiro de 2015, ela alcançou a posição 47 no ranking de duplas. Tomljanović era uma jogadora júnior talentosa, tendo conquistado o título de duplas femininas do Australian Open de 2009 com Christina McHale. Ela alcançou uma classificação júnior combinada de alta carreira, número 4 do mundo, em 30 de março de 2009.
Antes de 2014, Tomljanović jogou pelo seu país natal, a Croácia. Depois de obter residência permanente na Austrália, ela começou a competir por aquele país no US Open de 2014. Em julho de 2014, foi anunciado que Tomljanović obteria a cidadania da Austrália, constando como "aussie" na chaves dos torneios. Pela ITF, que organiza os Grand Slam, teve a mudança efetivada já no US Open de 2014. Pela WTA, as exigências foram maiores, e ela só pode constar com a nova nacionalidade no WTA Challenger de Indian Wells de 2018.
Em novembro de 2023, Tomljanović conquistou o maior título de simples da carreira até então. Foi campeã do MundoTênis Open, vencendo a final sobre Martina Capurro Taborda em sets diretos.

## Vida pregressa
Tomljanović nasceu em Zagreb, filha de pai croata Ratko Tomljanović, que jogou handebol profissionalmente (vencedor da Copa da Europa de handebol de 1992 e 1993) e de mãe bósnia, Emina. Sua irmã mais velha, Hana, jogava tênis na Universidade da Virgínia. Ajla começou a jogar tênis aos seis anos de idade e mudou-se para a Flórida para treinamento de nível superior quando tinha 13 anos. No final de 2014, Tomljanović fixou residência permanente em Brisbane para ficar mais próxima da família de sua prima Isabella Bozicevic [en], que morava na vizinha Gold Coast, bem como começou a treinar no  Queensland Tennis Centre e, ao fazê-lo, trocou de nacionalidade para representar a Austrália nos quatro Grand Slams. Em 2018, seu pedido de cidadania australiana foi aprovado, o que lhe permitiu começar a representar seu país adotivo em eventos do WTA Tour, bem como competir pela Austrália na Fed Cup.
Tomljanović foi treinada por Fernando Martínez e Rene Gomez. Além do tênis, ela também é fã de basquete.

## Carreira profissional

### 2024
No início do ano, Tomljanović participou com o Time Austrália da United Cup. Lá, em suas partidas de simples, ela venceu apenas Natalija Stevanovic [en] do Time Sérvia em sets diretos e perdeu para Katie Boulter do Time do Reino Unido em sets diretos, para Jessica Pegula do Time Estados Unidos também em sets diretos, e para Angelique Kerber do Time Alemanha em jogo de três sets. Seu próximo compromisso foi no Australian Open, no qual usando o "ranking protegido", venceu Petra Martić na primeira rodada em jogo de três sets, e perdeu para a "cabeça de chave" N° 11 Jeļena Ostapenko na segunda em mais um jogo de três sets. Já no Aberto da França, perdeu na primeira rodada para a cabeça de chave N° 30, Dayana Yastremska em jogo de três sets.
Já na temporada em quadras de grama, usando o critério de "ranking protegido", Tomljanović começou pelo Birmingham Classic, no qual venceu Anna Blinkova na primeira rodada em  sets diretos, Zhu Lin na segunda em jogo de três sets e a cabeça de chave N° 6, Leylah Fernandez, nas quartas de final, Na semifinal, enfrentou Anastasia Potapova, jogo que venceu em sets diretos. Na final, enfrentou Yulia Putintseva, jogo que perdeu em sets diretos, ficando com o vice-campeonato. Em seguida, participou como "wild card" do Torneio de Wimbledon, no qual enfrentou a cabeça de chave N° 13, Jelena Ostapenko, na primeira rodada, jogo que perdeu em sets diretos.

## Finais no WTA Tour

### Simples: 4 (4 vices)
| Legenda       |
| ------------- |
| Grand Slam    |
| WTA 1000      |
| WTA 500       |
| WTA 250 (0–4) |

| Finais por piso |
| --------------- |
| Duro (0–3)      |
| Saibro (0–1)    |
| Grama (0–0)     |
| Carpete (0–0)   |

| Status | V–D | Data     | Torneio                          | Nível         | Piso   | Oponente           | Placar             |
| ------ | --- | -------- | -------------------------------- | ------------- | ------ | ------------------ | ------------------ |
| Perdeu | 0–1 | Fev 2015 | Pattaya Open, Tailândia          | International | Duro   | Daniela Hantuchová | 6–3, 3–6, 4–6      |
| Perdeu | 0–2 | Mai 2018 | Rabat Grand Prix, Marrocos       | International | Saibro | Elise Mertens      | 2–6, 6–7(4–7)      |
| Perdeu | 0–3 | Set 2018 | Korea Open, Coreia do Sul        | International | Duro   | Kiki Bertens       | 6–7(2–7), 6–4, 2–6 |
| Perdeu | 0–4 | Fev 2019 | Hua Hin Championships, Tailândia | International | Duro   | Dayana Yastremska  | 2–6, 6–2, 6–7(3–7) |

## Finais WTA Challenger

### Simples: 1 (1 campenato)
| Status | V–D | Data     | Torneio                 | Piso   | Oponente                | Placar   |
| ------ | --- | -------- | ----------------------- | ------ | ----------------------- | -------- |
| Venceu | 1–0 | Nov 2023 | MundoTênis Open, Brasil | Saibro | Martina Capurro Taborda | 6–1, 7–5 |